# Hud (film)
Hud is een Amerikaanse film uit 1963 van regisseur Martin Ritt. De hoofdrollen worden vertolkt door Paul Newman, Melvyn Douglas, Patricia Neal en  Brandon deWilde. De film is een moderne western die draait rond het personage Hud Bannon, een egoïstische en rebelse cowboy.
De film won drie Oscars, één BAFTA en werd genomineerd voor vijf Golden Globes. Het verhaal is gebaseerd op de roman Horseman, Pass By van Larry McMurtry.

## Verhaal
Hud Bannon is een egoïstische, rebelse en arrogante man. Enkel zijn eigen plezier telt, en Hud zal niet gauw iemand anders helpen. Hij schuift steeds alle verantwoordelijkheid aan de kant. Hij vult zijn dagen met drinken, hij rijdt met zijn roze Cadillac rond en gaat naar bed met vrouwen. Dat zijn zijn passies.
Deze levensstijl botst met het karakter van zijn vader Homer, die een grote ranch heeft. Homer heeft veel principes, die door Hud beschouwd worden als ouderwets en nutteloos. Naast Homer is er ook nog Lonnie. Hij is de jonge zoon van Huds broer, die ondertussen al overleden is. De dood van Lonnies vader is trouwens de basis van de problemen binnen de familie Bannon.
Hud en zijn broer waren ooit betrokken bij een auto-ongeluk. Huds broer stierf en sindsdien hebben Hud en zijn vader Homer ruzie. Homer wil niet dat nu ook Lonnie zich laat inpalmen door Huds levensstijl, zoals Lonnies vader dat ooit had gedaan. Maar Hud denkt dat het ongeluk niet zijn fout is, hij vindt dat Homer de grote boosdoener is.
Ten slotte is er ook nog Alma, de huishoudster. Lonnie en Hud hebben beiden gevoelens voor haar. Maar hun aanpak verschilt enorm. Lonnie is lief voor Alma en beschermt haar, terwijl Hud zichzelf opdringt aan haar. Alma heeft genoeg van koelbloedige macho's zoals Hud. Ze heeft er ervaring mee en ze zoekt geen nieuwe ervaringen.
Ondertussen staat de ranch op het spel. Hud wil via juridische stappen de controle krijgen over de hele ranch. Homer probeert om de ranch in leven te houden, want er heerst mond-en-klauwzeer bij de dieren. Wanneer Hud vervolgens in een dronken bui probeert om zich seksueel aan Alma op te dringen, lijkt het hele gezin uit elkaar te vallen.
Alma vertrekt en wil niets meer te maken hebben met Hud en de rest van de Bannons. Hoewel Hud zich verontschuldigt, besluit Alma niet terug te keren. Maar dan sterft Homer en blijft Hud alleen over met zijn neefje Lonnie, die ondertussen ook inziet dat Hud een leegloper is. Lonnie besluit om ook te vertrekken, net als Alma.
Hud blijft alleen achter met de ranch. Hij beseft en voelt de leegte van zijn leven en persoonlijkheid. Hud blijft achter met de resultaten van z'n gedrag.

## Rolverdeling
| Acteur          | Personage           |
| --------------- | ------------------- |
| Paul Newman     | Hud Bannon          |
| Melvyn Douglas  | Homer Bannon        |
| Brandon deWilde | Lon "Lonnie" Bannon |
| Patricia Neal   | Alma Brown          |
| Whit Bissell    | Mr. Burris          |
| Crahan Denton   | Jesse               |

## Prijzen en nominaties
Academy Awards (1964)
- Gewonnen - Oscar for Best Actress in a Leading Role - Patricia Neal
- Gewonnen - Oscar for Best Actor in a Supporting Role - Melvyn Douglas
- Gewonnen - Oscar for Best Cinematography, Black-and-White - James Wong Howe
- Genomineerd - Oscar for Best Actor in a Leading Role - Paul Newman
- Genomineerd - Oscar for Best Director - Martin Ritt
- Genomineerd - Oscar for Best Writing, Screenplay Based on Material from Another Medium - Irving Ravetch, Harriet Frank Jr.
- Genomineerd - Oscar for Best Art Direction-Set Decoration, Black-and-White - Hal Pereira, Tambi Larsen, Sam Comer, Robert R. Benton

Golden Globes (1964)
- Genomineerd - Golden Globe for Best Motion Picture - Drama
- Genomineerd - Golden Globe for Best Motion Picture Director - Martin Ritt
- Genomineerd - Golden Globe for Best Motion Picture Actor - Drama - Paul Newman
- Genomineerd - Golden Globe for Best Supporting Actor - Melvyn Douglas
- Genomineerd - Golden Globe for Best Supporting Actress - Patricia Neal

BAFTA Awards (1964)
- Gewonnen - BAFTA for Best Foreign Actress - Patricia Neal
- Genomineerd - BAFTA for Best Film from any Source (USA)
- Genomineerd - BAFTA for Best Foreign Actor (USA) - Paul Newman

Filmfestival van Venetië (1963)
- Gewonnen - OCIC Award - Martin Ritt
- Genomineerd - Gouden Leeuw - Martin Ritt

## Trivia
- Paul Newman bereidde zich voor op deze rol door enkele weken op een ranch te werken in Texas.
- Het personage van Brandon De Wilde zegt in de film dat hij houdt van het verhaal From Here to Eternity. In 1954 werd de toen 12-jarige De Wilde genomineerd voor een Oscar, maar verloor van Frank Sinatra die een Oscar won voor zijn vertolking in From Here to Eternity.
- Paul Newman beeldde Hud af als een slechterik. Hij was dan ook verbaasd dat veel filmkijkers hem als een held/voorbeeld beschouwden.
- George C. Scott speelde samen met Paul Newman in The Hustler (1961). Scott vond Newmans acteerprestatie in Hud fantastisch.